# Département de Cibao
Pour les articles homonymes, voir Cibao (homonymie).
1801–1809
Entités précédentes :
- Colonie de Saint-Domingue

Entités suivantes :
- Haïti (département de Cibao)

Le département de Cibao est un ancien département français, qui a existé de 1801 à 1809, situé dans la partie espagnole de l'île d'Hispaniola (aujourd'hui République dominicaine), quand celle-ci était sous domination française. Son chef-lieu était Sant-Yago (aujourd'hui Santiago de los Caballeros).

## Toponymie
Son nom vient de la vallée de Cibao, située nord de l'actuelle République dominicaine.

## Histoire
Le département de Cibao est créé par la loi du 24 Messidor an IX (13 juillet 1801) portant division du territoire de la colonie française de Saint-Domingue  émanant de l'Assemblée Centrale de Saint-Domingue réunit par Toussaint Louverture, en remplacement du Département de Samana.L'île est alors divisée alors en six départements. 
À la suite de la conquête de l'île par les troupes du général Leclerc au nom du Premier Consul, le territoire de la partie française de Saint-Domingue est divisé par l'arrêté du 2 messidor an 10 (21 juin 1802) en trois départements, mais ne dit rien de l'ancienne partie espagnole. Le 30 thermidor an 10 (18 août 1802) un autre arrêté décide la partie ci-devant espagnole s'appellera à l'avenir partie Est et que la partie ci-devant française s'appellera à l'avenir partie Ouest avec chacune un préfet colonial à sa tête.
En fait, la partie EST est formée du Département de l'Ozama et du département de Cibao.Il est maintenu et agrandi de la partie espagnole du département du Nord. Malgré la volonté des dirigeants haïtiens qui considérait le département comme partie intégrante de leur territoire, le département reste sous l'autorité de la France jusqu'au 7 juillet 1809. À cette date les espagnoles rétablissent leur colonie de Saint-Domingue. 
En février 1822, à la suite de l'invasion haïtienne de la partie espagnole qui venait de se déclarer indépendant, le Département de Cibao est rétabli, mais rapidement le nom de département du Nord-Est est utilisé.
Enfin en 1844, à la suite de la révolution dans l'ancienne partie espagnole, le département est définitivement supprimé.

## Territoire

### Département de 1801
Le département correspond à peu près au Département de Samana. Il est formé, du nord-est de la partie espagnole, des partidos de Santiago et La Vega.
Le département créé par Toussaint Louverture par la loi du 24 messidor an IX (13 juillet 1801) est délimité comme suit :
«La limite de ce département suit celle du département du Nord, depuis la mer jusqu'au point seulement où elle rencontre la plus haute élévation des montagnes de Cibao, ensuite la chaîne de ses montagnes jusqu'à celle où la rivière Sevico prend sa source, descend cette rivière jusqu'à celle d'Yuna, et de là à la mer dans la baie de Samana, embrasse l'île de Samana, et règne le long de la côte, allant de l'est à l'ouest jusqu'au point de la limite commune avec le département du Nord." Le chef-lieu de ce département est Sant-Yago.»

#### Organisation territoriale
Le département est organisé en 4 arrondissements militaires, 15 paroisses:
Les 4 arrondissements militaires:
- Sant-Yago, Porte-Plate, La Vega, Samana.
Les 5 paroisses: 
- Cotuí, Porte-Plate, Samana, Sant-Yago, La Vega.
Un arrêté du 10 septembre 1801 créé dans l'arrondissement de Sant-Yago, 4 nouvelles paroisses :	La Matas–de-la-Sierra, Amina, Moca, Savanitas.

#### Organisation judiciaire
Le département est organisé en 2 tribunaux d'instance par la loi sur l'organisation des tribunaux du 4 Thermidor an IX (23 juillet 1801):
Le tribunal de Sant-Yago regroupe les paroisses de:
- Porte-Plate, Sant-Yago, La Vega.
Le tribunal de Samana, regroupe les paroisses de:
- Cotuí, Samana.

### Département de 1802
Le département mis en place par le général Leclerc correspond au département de Cibao créé en 1801, avec en plus les paroisses de l'ex partie espagnoles qui étaient rattachées au Département du Nord de 1801 (Montechrist et Laxavon).

#### Organisation territoriale
En l'absence de documents sur son organisation, on peut supposer que le département est divisé en 9 paroisses:
- Cotuí,  Las Matas-de-la Sierra, Laxavon, Moca, Montechrist,Porte-Plate, Samana, Sant-Yago, La Vega.
Par arrêté du préfet colonial de la partie Ouest du 24 brumaire an XI – 15 novembre 1802 la commune de Monte-Christ et son territoire détachée du département de l'Ozama de la partie EST de Saint-Domingue.
Dans une affiche placardée en 1805 et signée par le Général Ferrand, il apparaît que les paroisses de Monte-Christ et de Laxavon sont rattachées à Haïti, sûrement au Département du Nord.